# Vierde Lateraans Concilie

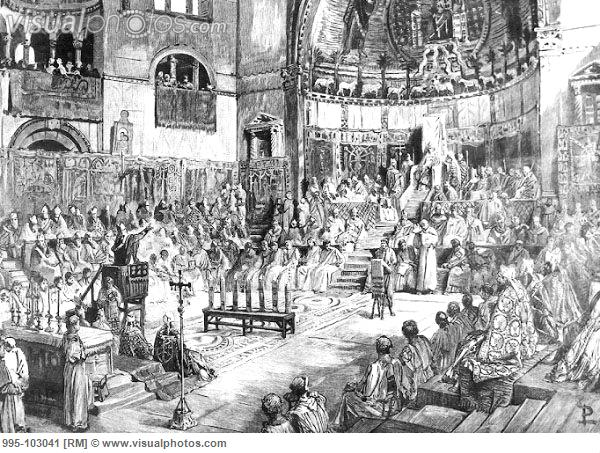
Vierde Lateraans Concilie

Het Vierde Lateraans Concilie (het 12e algemene concilie) was een congres dat van 11 tot 30 november 1215 in Rome in de basiliek Sint-Jan van Lateranen werd gehouden en was samengeroepen door het hoofd van de Rooms-Katholieke Kerk, paus Innocentius III. Het was een groot oecumenisch concilie waar bijna 1500 regionale leiders van het kerkelijk bestuursapparaat als bisschoppen en abten vanuit de gehele wereld samenkwamen.

## Deelnemers

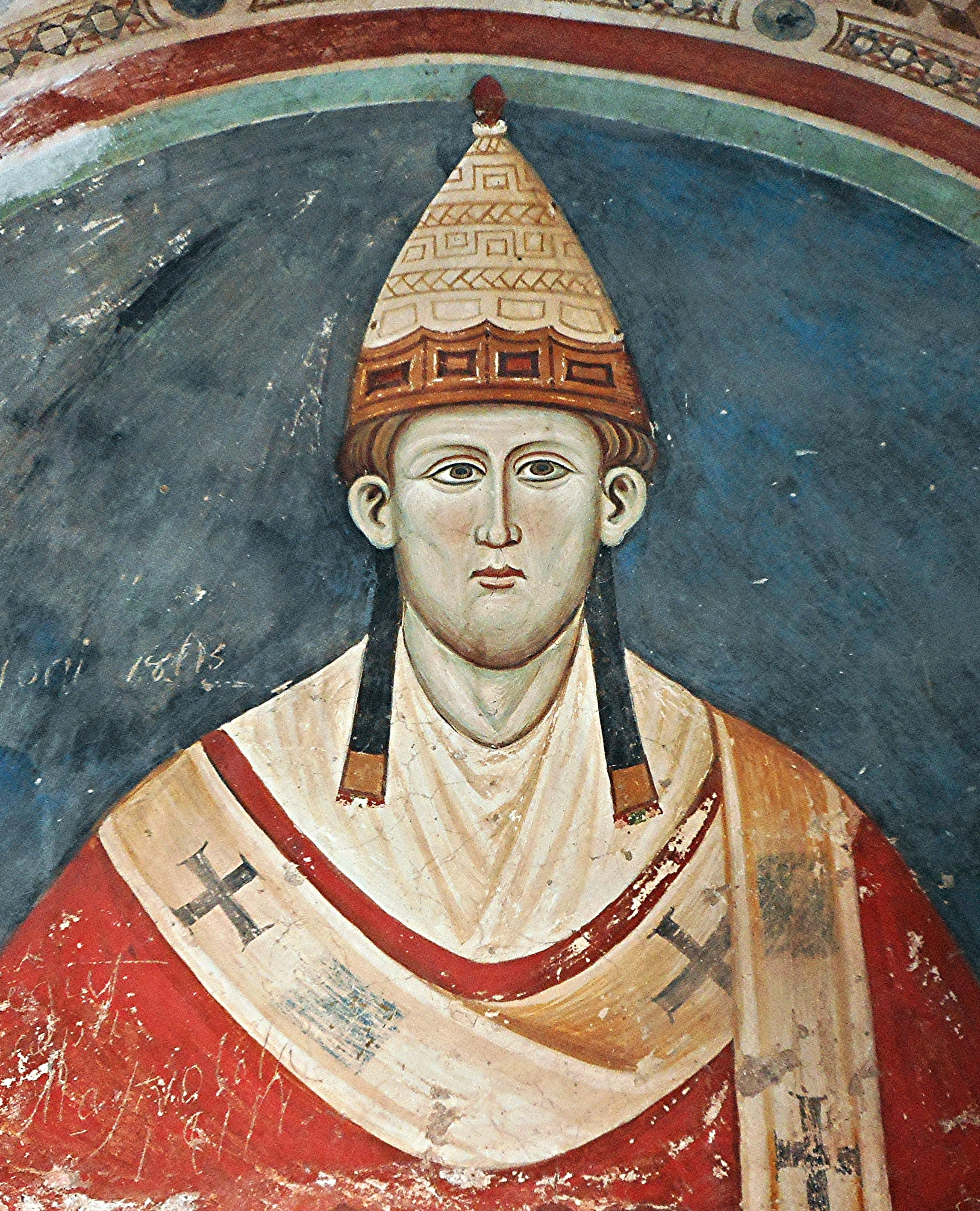
Paus Innocentius III

Het totale aantal deelnemers bedroeg meer dan 2.200. Het concilie werd ruim twee jaar tevoren aangekondigd om alle betrokkenen toe te laten aanwezig te zijn. Er waren meer dan 400 bisschoppen en kardinalen aanwezig. Verder waren aanwezig, de grootmeesters van klooster- en ridderordes en meer dan 800 abten, priors en gezanten van domkapittels.
Er waren ook afgevaardigden van de Oosters-Katholieke Kerken. De patriarchen van Jeruzalem en Constantinopel waren persoonlijk aanwezig en de patriarchen van Antiochië en Alexandrië stuurden vertegenwoordigers. Er waren ook vertegenwoordigers van wereldlijke leiders, waaronder een persoonlijke afgezant van de koning van Duitsland en Sicilië Frederik II, die in 1220 door de paus tot keizer van het Heilige Roomse Rijk zou worden gekroond. Er waren ook consuls van Italiaanse steden aanwezig.
Ook figuren als Franciscus van Assisi, Dominicus Guzmán en Michael Scot waren aanwezig.
Grote afwezige was de Griekse Kerk. Bij de Vierde Kruistocht werd de hoofdstad van het Byzantijnse Rijk, Constantinopel, met zwaar militair geweld ingenomen, geplunderd en grotendeels verwoest, de keizer verdreven en een bondgenoot van de Rooms-Katholieke Kerk als machthebber geïnstalleerd.

## Plenaire zittingen
De eerste plenaire zitting vond plaats op 11 november in de basiliek Sint-Jan van Lateranen. Er waren toespraken van de paus en van de nieuwe patriarch van Jeruzalem. Er werden harde woorden gesproken over het beperkte resultaat van de Derde Kruistocht en de beschamende afloop van de Vierde Kruistocht. Er volgde een oproep voor een nieuwe Kruistocht in 1217. Jacob van Vitry maakte grote indruk als redenaar met zijn betoog over de kruistocht tegen de Albigenzen en werd tot bisschop van Akko (Saint-Jean d'Acre) benoemd. Verder werden geloofszaken, kerkrechtelijke kwesties en kerkhervormingen besproken.
De tweede plenaire zitting op 20 november behandelde uitsluitende de kwestie van het keizerschap van het Heilig Roomse Rijk, dat betwist werd tussen Frederik II en Otto IV. Vertegenwoordigers van beiden kwamen aan het woord. De vergadering liep uit op een felle discussie met scheldpartijen. De paus schortte de zitting op. Tijdens de derde zitting bevestigde de paus dat de aanspraken van Frederik II op het keizerschap rechtmatig waren. De excommunicatie van Otto IV werd niet opgeheven.

## 71 decreten
Op de derde plenaire zitting werden 71 decreten aangenomen. De behandelde onderwerpen betroffen het gedrag van andersgelovigen (ketterijen), waaronder die der Albigenzen en Waldenzen en de triniteitsleer van Joachim van Fiore (2-3), de verkondiging en het onderwijs (10-11), nieuwe orden (13), de hervorming van de clerus (14-19), de jaarlijkse biecht- en communieplicht (21), het beneficiewezen (23-33 en 53-62), het huwelijk (50-51), maatregelen tegen mensen met het joodse geloof en tegen Saracenen (67-70). Ten slotte werden wereldlijke leiders en adel opgeroepen de onderlinge militaire strijd voor vier jaar te staken en zich voor te bereiden op een nieuwe grootschalige militaire expeditie in 1217 om grondgebied rondom het Oosten van de Middellandse zee te veroveren (71).

### Besluiten
Het woord transsubstantiatie - als omschrijving van de verandering van brood en wijn tijdens de eucharistie - werd voor het eerst in een conciliedocument gebruikt. Het concilie voerde de jaarlijkse paasbiecht en paascommunie in. Het concilie was van mening dat er meer aandacht moest komen voor de priesterlijke taken van prediking en zielzorg. Het canoniek recht werd de wet van de Kerk. De bisschoppelijke inquisitie werd geautoriseerd. Het concilie nam ook politieke besluiten: keizer Frederik II werd er erkend.
Verder werden de verboden verwantschapgraden beperkt van zeven naar vier. Dat betekent dat men mocht trouwen met iedereen die verder verwant was dan achterachterneef of nicht.
Andere besluiten van het Vierde Concilie van Lateranen:
- Mensen die het Joodse of islamitische geloof aanhingen, moeten onderscheidende tekens gaan dragen; joden een geel insigne of jodenhoed.[4] De Rooms-Katholiek Kerk had echter geen zeggenschap over mensen die niet waren aangesloten bij de kerk.
- De kerkelijke tucht wordt strenger geregeld.
- De sacramenten worden vastgesteld.
- Het wordt conventen verboden een dos bij intrede verplicht te stellen.[3][5]
- De Vijfde Kruistocht wordt uitgeroepen.
- Het verbod op godsoordelen.
- Afwijzen van elk manicheïstisch, kathaars dualisme, waarin engelen een bepaalde hogere emanatie tussen de materiële en goddelijke wereld zouden innemen.
- Veroordeling van de leer van de religieuze beweging der Katharen en de Waldenzen.
- De misvierder moet voor het altaar staan, gericht naar het oosten. Dit heeft een groot gevolg gehad voor de ontwikkeling van het altaarstuk.
- Een nieuwe verkiezingsvorm voor de keuze van een paus (Latijn: per compromissum) door paus Innocentius III in 1215 vastgelegd in het decreet Compilationes. Dit had tot doel de sedisvacatie tot een minimum te beperken.
- Christenen dienen op zijn minst eenmaal per jaar en dan vooral op Pasen de eredienst bij te wonen. Ook moesten zij biechten.

### Belang
Illustratief voor het belang van dit concilie is het feit dat twee middeleeuwse juristen, Vincentius Hispanus en Johannes Teutonicus, een speciaal commentaar schreven op de constituties ervan.
De uitspraak van paus Innocentius III over de keizerskwestie schiep het precedent dat een gezalfde vorst (Otto IV was tot keizer gekroond) door een kerkvergadering kon worden afgezet.

## Voetnoten
1. ↑  Dijkhuis, Gregor (2015). Stupor Mundi, kroniek van een eigenzinnige keizer. Aspekt, p. 83-93. ISBN 9789461537690.
2. ↑  (en) Constitutions of the Fourth Lateran Council
3. 1 2  Koch, E.M.F. (1994) De kloosterpoort als sluitpost? Adellijke vrouwen langs Maas en Rijn tussen huwelijk en convent, 1200-1600 (Eisma B.V., Leeuwarden/Mechelen)
4. ↑  (en) Rosenwein, Barbara H. (2018). A Short History of the Middle Ages. University of Toronto Press, p. 228. ISBN 978-1-4426-3624-8.
5. ↑  Lynch, J.H. (1976) Simoniacal entry into religious life from 1000 to 1260. A social, economic and legal study, p. 169 (Columbus)